# Joan Crawford
Joan Crawford, pseudonimo di Lucille Fay LeSueur (San Antonio, 23 marzo 1904 – New York, 10 maggio 1977), è stata un'attrice statunitense.
Considerata una fra le più celebri star del periodo d'oro di Hollywood, iniziò la sua carriera negli anni 1920, all'epoca del muto, ma ottenne il grande successo soprattutto negli anni 1930 e 1940 in film come Grand Hotel (1932), La danza di Venere (1933) e Donne (1939) in cui impersonò una nuova generazione di giovani donne statunitensi ambiziose, autonome e determinate, diventando una delle dive più popolari e pagate della sua epoca.
Dopo un periodo di minor fortuna, nella seconda parte della sua carriera si distinse in ruoli più drammatici e maturi, cimentandosi in interpretazioni memorabili in film come Il romanzo di Mildred (1945), che le valse il premio Oscar alla miglior attrice protagonista nel 1946, Johnny Guitar (1954) e Che fine ha fatto Baby Jane? (1962), in cui condivise lo schermo con Bette Davis, sua grande rivale cinematografica dell'epoca.
L'American Film Institute ha inserito la Crawford al decimo posto tra le più grandi star della storia del cinema.

## Biografia

### L'infanzia e gli inizi con la danza (1904-1926)

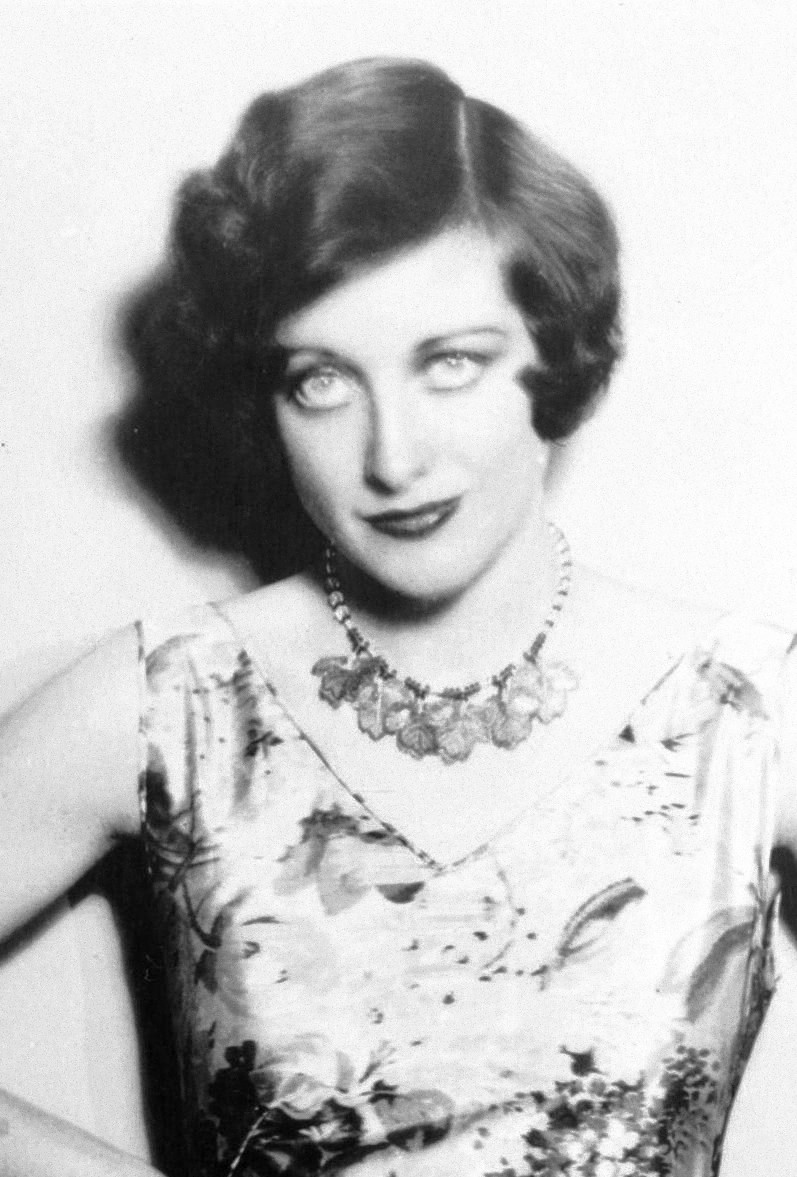
Joan Crawford nel 1928

Lucille Fay LeSueur nacque a San Antonio, in Texas. Era la più giovane e terza figlia di Thomas E. LeSueur, un lavandaio, e Anna Bell Johnson. La madre era di origini inglesi, francesi ugonotte, svedesi e irlandesi. La prima figlia, Daisy LeSueur, morì prima della nascita di Lucille. L'altro figlio era Hal LeSueur. Il padre di Lucille abbandonò la famiglia pochi mesi prima della sua nascita, riapparendo nel 1930 ad Abilene, dove, a quanto si dice, lavorava come operaio edile.
Dopo l'abbandono del padre, la madre di Crawford sposò Henry J. Cassin. Il matrimonio è riportato all'anagrafe come primo matrimonio della madre della Crawford. Joan visse con sua madre, il patrigno e i fratelli a Lawton, in Oklahoma. Il patrigno era un piccolo impresario e gestiva la Ramsey Opera House, lavorando con artisti diversi e noti come Anna Pavlova e Eva Tanguay. Joan rimase all'oscuro del fatto che Cassin, che lei chiamava "papà", non era il suo padre biologico fino a quando suo fratello Hal le disse la verità.
Cassin, secondo i racconti della Crawford, iniziò ad abusare sessualmente di lei quando aveva undici anni; l'abuso continuò fino a quando lei andò all'Accademia di Saint Agnes, una scuola cattolica. Crawford preferì il soprannome di "Billie" da bambina e si divertiva ad assistere a spettacoli di vaudeville e ad esibirsi sul palcoscenico del teatro del patrigno. L'instabilità economica della famiglia influenzò negativamente l'infanzia e l'istruzione di Joan, impedendole di proseguire gli studi oltre la scuola elementare. La prima ambizione artistica di Joan era di diventare una ballerina. Un giorno, tuttavia, nel tentativo di sfuggire alle lezioni di piano per poter giocare con gli amici, saltò fuori dalla veranda di casa sua e si tagliò gravemente il piede su una bottiglia del latte rotta. Di conseguenza, subì tre interventi chirurgici e non fu in grado di frequentare la scuola elementare o continuare con lezioni di ballo per 18 mesi.
Mentre risiedeva ancora a Lawton, il patrigno fu accusato di appropriazione indebita. Nonostante fosse poi assolto, dovette andarsene da Lawton e con la famiglia si trasferì a Kansas City, nel Missouri, verso il 1916. Qui Cassin, cattolico, iscrisse Joan all'Accademia di Saint Agnes. Quando sua madre e il suo patrigno si separarono, Joan rimase alla Saint Agnes come studentessa lavoratrice, dove trascorse molto più tempo a lavorare come cuoca e domestica che a studiare. Successivamente frequentò la Rockingham Academy, anche qui come studentessa lavoratrice, e intraprese la sua prima relazione sentimentale seria, con il trombettista Ray Sterling. Nel 1922 si iscrisse allo Stephens College Columbia, nel Missouri, indicando come anno di nascita 1906. Frequentò lo Stephens solo per alcuni mesi prima di ritirarsi, resasi conto che non era pronta per il college.
Con il suo vero nome di Lucille LeSueur, Crawford iniziò a ballare in compagnie itineranti e fu notata a Detroit dal produttore Jacob J. Shubert, che la scritturò come ballerina di fila per il suo spettacolo del 1924, Innocent Eyes, al Winter Garden Theatre di Broadway, a New York. Mentre lavorava in Innocent Eyes, Crawford incontrò il sassofonista James Welton. Probabilmente i due si sposarono nel 1924 e vissero insieme per diversi mesi, anche se questo presunto matrimonio non fu mai menzionato dalla Crawford. Desiderosa di ottenere altri ingaggi, Joan si rivolse alla catena di teatri Loews di Nils Granlund, che le assegnò un ruolo nello spettacolo del cantante Harry Richman e le fece fare un provino cinematografico che inviò al produttore Harry Rapf a Hollywood. Il 24 dicembre 1924 Rapf comunicò a Granlund che la Metro-Goldwyn-Mayer (MGM) offriva a Crawford un contratto di 75 $ a settimana. Tornata nel frattempo a casa di sua madre a Kansas City, Joan rispose alla chiamata di Granlund, prese in prestito $ 400 per le spese di viaggio e lasciò Kansas City il 26 dicembre 1924, arrivando a Culver City, in California, il 1º gennaio 1925. Accreditata come Lucille LeSueur, apparve nel suo primo film, Lady of the Night, come controfigura della più famosa star femminile della MGM, Norma Shearer. Sempre nel 1925 apparve anche in The Circle e La mosca nera, con l'attrice comica ZaSu Pitts. Seguirono altri piccoli ruoli non accreditati in altri due film del 1925, The Only Thing e La vedova allegra.
Pete Smith, responsabile della pubblicità della MGM, riconobbe le possibilità di Joan di diventare una grande star, a patto di cambiare nome; disse al capo dello studio Louis B. Mayer che il cognome LeSueur gli ricordava una fogna (in inglese sewer). Smith organizzò un concorso a premi chiamato "Name the Star" sulla rivista Movie Weekly, per consentire ai lettori di selezionare il nuovo nome d'arte. La scelta iniziale fu "Joan Arden" ma, quando si seppe che un'altra attrice aveva lo stesso cognome, il secondo cognome più votato, "Crawford", divenne la scelta finale. Joan in seguito disse che voleva che il suo nome fosse pronunciato "Jo-Anne", e che detestava il cognome Crawford perché suonava come "crawfish", "pesce persico", ma ammise anche che le piaceva il senso di sicurezza che evocava.

### L'arrivo a Hollywood (1926-1932)
Insoddisfatta dalla consistenza e dalla qualità delle parti che le venivano assegnate, Joan intraprese una campagna di auto-promozione. La sceneggiatrice della MGM Frederica Sagor Maas ricordò: «Nessuno decise di far diventare Joan Crawford una star, Joan Crawford è diventata una star perché Joan Crawford decise di diventare una star. Iniziò a partecipare a gare di ballo nei pomeriggi e nelle sere negli hotel nei dintorni di Hollywood, dove vinse spesso con le sue esibizioni di Charleston e Black Bottom». La sua strategia funzionò e la MGM le offrì una parte rilevante nel film Sally, Irene and Mary (1925), che impressionò favorevolmente il pubblico. Dall'inizio della sua carriera, Crawford considerava Norma Shearer, l'attrice più popolare dello studio, la sua nemesi professionale. Shearer era sposata con il produttore Irving Thalberg e aveva quindi la prima scelta sulle sceneggiature e un forte controllo creativo. Si diceva che Joan avesse detto: «Come posso competere con Norma? Dorme con il capo!»
Nel 1926 Joan fu nominata una delle WAMPAS Baby Stars insieme a Mary Astor, Dolores del Río, Janet Gaynor e Fay Wray. Nello stesso anno recitò in Paris, con Charles Ray. Nel giro di pochi anni divenne la romantica coprotagonista femminile di molti dei più famosi attori della MGM, tra cui Ramón Novarro, John Gilbert, William Haines e Tim McCoy. La Crawford apparve inoltre in Lo sconosciuto (1927), interpretato da Lon Chaney nel ruolo di Alonzo, un lanciatore di coltelli senza braccia. Joan interpretò la giovane e avvenente assistente di Alonzo, desiderosa di sposarlo. Dichiarò di aver imparato di più dalla recitazione guardando come lavorava Chaney che da chiunque altro nella sua carriera. "Fu allora," disse, "che per la prima volta mi resi conto della differenza tra stare di fronte a una telecamera e recitare". Sempre nel 1927 apparve accanto al suo amico intimo, William Haines, in Spring Fever, il primo di tre film realizzati dai due.
Nel 1928 Joan recitò al fianco di Ramón Novarro in Amore e mare, ma fu il ruolo di Diana Medford in Le nostre sorelle di danza (1928) ad assicurarle la celebrità e a fare di lei il nuovo simbolo di una femminilità moderna dei ruggenti anni 20, una sorta di risposta della MGM a Clara Bow, la prima It Girl della Paramount. Seguendo il filone aperto con Le nostre sorelle di danza, la Crawford apparve in altri due film del genere incarnando per i fan (molti dei quali erano donne) una visione idealizzata della ragazza americana libera e spigliata.
Il 3 giugno 1929 Crawford sposò Douglas Fairbanks Jr. nella chiesa cattolica di Saint Malachy (nota come "la cappella degli attori" a causa della sua vicinanza ai teatri di Broadway) a Manhattan, sebbene nessuno dei due fosse cattolico. Fairbanks era il figlio di Douglas Fairbanks e il figliastro di Mary Pickford, considerati parte della nobiltà di Hollywood. Fairbanks Sr. e Pickford erano contrari al matrimonio e invitarono la coppia nella loro residenza, Pickfair, solo otto mesi dopo la cerimonia. I rapporti tra Joan e Fairbanks Sr. alla fine migliorarono; lei lo chiamava "Zio Doug" e lui la chiamava "Billie", il soprannome della sua infanzia. Lei e Mary Pickford, tuttavia, continuarono a disprezzarsi a vicenda. In seguito al primo invito, Crawford e Fairbanks Jr. divennero ospiti più frequenti a Pickfair. Mentre i due Fairbanks giocavano a golf insieme, Joan veniva lasciata con la Pickford, che volentieri si ritirava nei suoi alloggi, o semplicemente lasciata sola.

### Il successo (1932-1937)

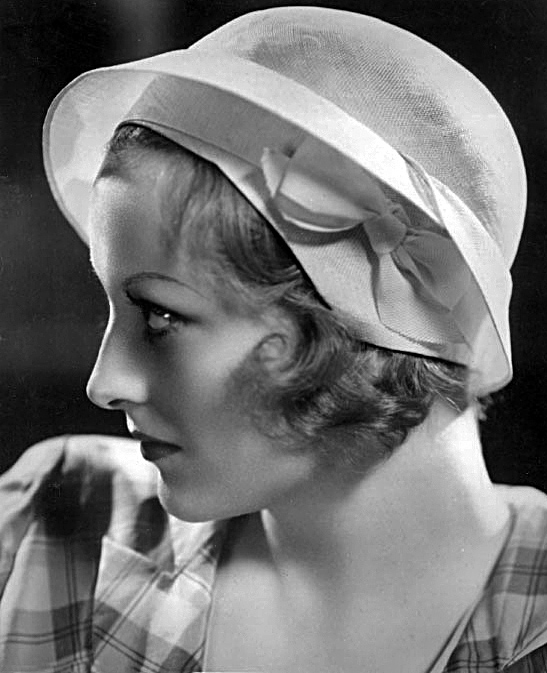
Joan Crawford negli anni '30

Dopo l'uscita di Il cantante di jazz nel 1927 - il primo lungometraggio con alcuni dialoghi sonori - i film parlati stavano diventando di gran moda, benché il passaggio dal muto al sonoro avesse messo a dura prova l'industria cinematografica; molte star del cinema muto si trovarono senza lavoro a causa delle loro voci inadatte, dei loro accenti difficili da capire o semplicemente per il loro rifiuto di passare al sonoro. Molti studi e stelle evitarono il più a lungo possibile di affrontare la transizione, specialmente la MGM, che fu l'ultimo studio a passare al suono. Hollywood che canta - La grande festa (1929) fu uno dei primi film sonori, che mostrò tutte le star della MGM (tranne Greta Garbo) nel tentativo di dar prova della loro abilità nel passaggio dal muto al sonoro. Joan era tra le stelle MGM incluse nel film, nel quale cantò il motivo Got a Feeling for You durante la prima parte della pellicola.
Joan passò con successo al sonoro. Per liberarsi del suo accento del sud-ovest, si esercitò instancabilmente in dizione. Il suo primo ruolo da protagonista in un lungometraggio fu in L'indomabile nel 1929, con Robert Montgomery. Nonostante il successo del film al botteghino, ricevette recensioni contrastanti da parte della critica, che notò come l'attrice sembrasse nervosa nel compiere il passaggio, ma che in ogni caso era diventata una delle attrici più popolari al mondo. Un marito fuori posto (1930), dove Joan interpretò una ragazza viziata domata nel selvaggio West, la affiancò a Johnny Mack Brown e Ricardo Cortez. Anche se il film ebbe problemi con la censura, ottenne un grande successo al momento della sua uscita. Ragazze che sognano (1930), con Robert Montgomery e Anita Page, fu l'ultimo film del cosiddetto filone Our Dancing Daughters e rappresentò il maggior successo fino ad allora ottenuto da Joan, sia dal punto di vista critico che finanziario, rispetto ai suoi precedenti film parlati, diventando anche uno dei suoi film preferiti. Il film rappresentava anche il tramonto della generazione della maschietta anni '20.
Nel settembre 1930 iniziò la lavorazione di Great Day, un musical di Vincent Youmans, tratto da un lavoro in scena a Broadway. Joan era stata proposta da Irving Thalberg, che credeva nella possibilità di fare di lei una star del musical, ma Joan non ne era affatto convinta. Stanca di interpretare ruoli da ingenua, fece visionare i giornalieri a Mayer stesso, che fu d'accordo con la diva di accantonare il progetto del film, che fu poi proposto per Jeanette MacDonald, ma non venne mai realizzato.
Joan voleva passare al dramma vero e proprio, senza musica e danze sfrenate. Il suo successivo film fu Debito d'odio (1930), con Robert Armstrong, che costituì un cambiamento netto rispetto al passato, malgrado Mayer fosse poco convinto di affidare una parte così audace a Joan, ma alla fine dovette cedere in quanto Norma Shearer, destinata per il ruolo, era incinta. Il film si rivelò un grande successo al botteghino, affermando Joan come interprete sofisticata e drammatica. Nel 1931 la MGM la ingaggiò per cinque film. Tre di loro la videro al fianco della più grande stella maschile dello studio, il “re di Hollywood” Clark Gable. La via del male, uscito nel febbraio del 1931, fu il primo film della coppia Crawford e Gable e si rivelò un grande successo al botteghino. Mayer intuì che il successo non era dovuto solo alle scene del bagno notturno con una Crawford in biancheria intima, ma dalla chimica tra Gable e Crawford. Il loro secondo film insieme, Laughing Sinners, uscito nel maggio del 1931, fu diretto da Harry Beaumont e co-interpretato da Neil Hamilton. Gable fu inserito all'ultimo minuto, e furono girate delle nuove scene con la coppia.
Il più grande successo della coppia Crawford-Gable fu L'amante, il loro terzo film insieme, uscito in ottobre e diretto da Clarence Brown. Il film definì il personaggio che la Crawford avrebbe interpretato in molti successivi film, la giovane lavoratrice che raggiunge il benessere economico e la stabilità sentimentale. L'amante risentiva anche della libertà della produzione realizzata in epoca antecedente all'entrata in vigore del Codice Hays; nel film veniva infatti mostrata una coppia non unita nel vincolo del matrimonio, ma che viveva liberamente il rapporto sentimentale. Per questo motivo il film ebbe problemi con la censura in Inghilterra. Questi film furono immensamente popolari presso il pubblico e vennero generalmente ben accolti dalla critica, rendendo Joan una delle migliori stelle femminili del decennio della MGM, insieme a Norma Shearer, Greta Garbo e Jean Harlow.
Il suo unico altro film degno di nota del 1931, This Modern Age, uscì ad agosto e, nonostante le recensioni sfavorevoli, fu un discreto successo. La MGM la scritturò per il film Grand Hotel, diretto da Edmund Goulding. In questa prima produzione all-star dello studio, la Crawford recitò, tra gli altri, al fianco di Greta Garbo, John Barrymore e Wallace Beery. Interpretava una stenografa della classe media per il direttore generale di controllo Beery. Crawford in seguito dichiarò di essere stata nervosa durante le riprese del film, perché lavorava con "star molto grandi", e che era delusa dal fatto che non avesse scene con la "divina Garbo". Grand Hotel uscì nell'aprile 1932 con successo di critica e commerciale. Fu uno dei film di maggior successo dell'anno e vinse l'Oscar come Miglior film.
Joan continuò con successo la sua carriera con Ritorno (1932). Poco dopo l'uscita di questo film, una causa di plagio costrinse la MGM a ritirare la pellicola che, per molti anni, non fu mai trasmesso in televisione, né reso disponibile su home video ed è quindi considerato il film "perduto" di Joan. L'abito con le grandi maniche a volant, disegnato da Adrian, che Crawford indossava nel film, divenne un modello molto popolare, e fu persino copiato da Macy's.
In prestito alla United Artists, Crawford interpretò la prostituta Sadie Thompson in Pioggia (1932), una versione cinematografica della commedia del 1923 di John Colton. Il personaggio era già stato interpretato sul palcoscenico da Jeanne Eagels e Gloria Swanson lo aveva interpretato sullo schermo nella versione cinematografica del 1928. Il film fu accolto sfavorevolmente dalla critica e dal pubblico, e Joan riceveva lettere da fan indignati delusi del ruolo “dozzinale” e “volgare”. Delusa, Joan si prese una vacanza con Fairbanks Jr., una sorta di seconda luna di miele per recuperare il rapporto con il marito. Il film Pioggia fu in seguito rivalutato dagli studiosi e dalla critica, che definì l'interpretazione come la più impegnativa della carriera di Joan, evidenziando un lavoro profondo sul personaggio.

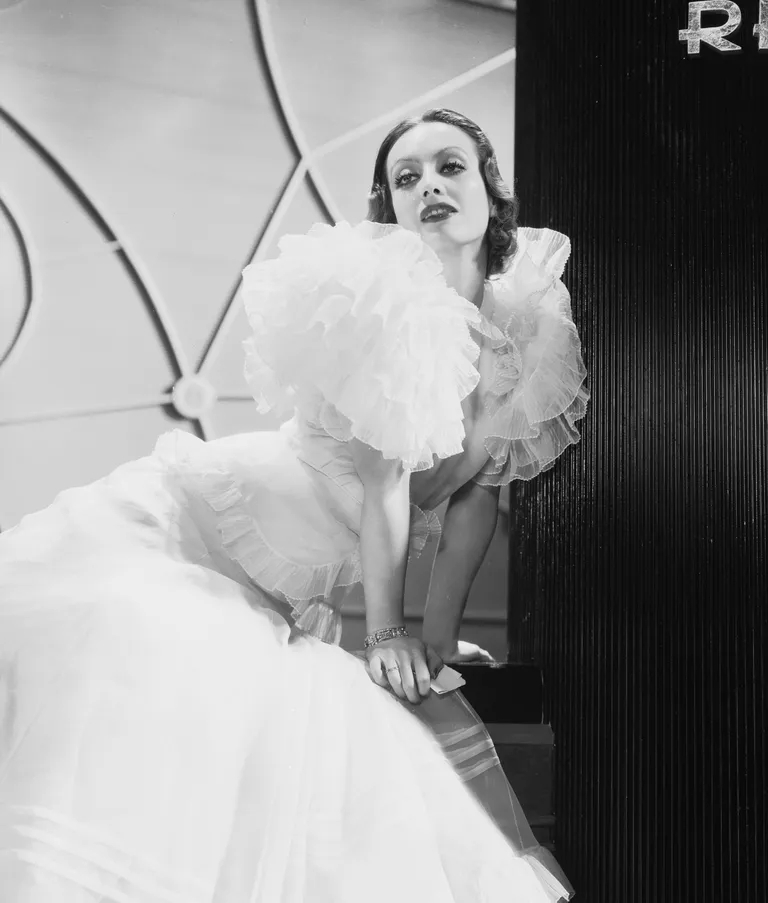
Joan Crawford nel 1932

Nel 1932 l'uscita di Top Ten Money Making Stars Poll spinse Crawford al terzo posto al botteghino, dietro a Marie Dressler e Janet Gaynor. Nel maggio del 1933 Crawford divorziò da Douglas Fairbanks Jr. per "crudeltà mentale", sostenendo che Fairbanks aveva "un atteggiamento geloso e sospettoso" nei confronti dei suoi amici e che avevano "atteggiamenti violenti su questioni banali" che duravano "fino a tarda notte". Dopo il divorzio, fu nuovamente affiancata da Clark Gable, insieme a Franchot Tone e Fred Astaire, nel film di successo La danza di Venere (1933). Fu il primo film in coppia con Tone, attore teatrale di New York, con il quale i rapporti furono inizialmente ostili, ma Tone rimase colpito dall'intelligenza e dal fascino di Joan. Tone e Joan erano apparsi per la prima volta insieme in Rivalità eroica (1933), ma la Crawford era esitante a intraprendere una nuova relazione così presto dopo la sua separazione da Fairbanks. Successivamente l'attrice interpretò il ruolo principale in Tormento (1934) al fianco di Tone e Gene Raymond. Recitò con Clark Gable per la quinta volta in Incatenata (1934) e per la sesta volta in La donna è mobile (1934). I film di Joan di quest'epoca furono i film più popolari e di maggior incasso della metà degli anni Trenta.
Nel 1935 Crawford sposò Franchot Tone, che pianificò di utilizzare i suoi guadagni cinematografici per finanziare il suo gruppo teatrale. La coppia costruì un piccolo teatro nella casa della Crawford a Brentwood e mise in scena produzioni di classici per gruppi selezionati di amici. Tone intuiva che Joan aveva un grande talento e avvicinò la moglie al mondo della radio, recitando insieme in alcuni spettacoli radiofonici classici del teatro, da Lucrezia Borgia ad Antonio e Cleopatra. Il marito cercò di convincere Joan a salire su un palcoscenico, ma l’attrice era troppo timorosa di affrontare il pubblico dal vivo. Prima e durante il loro matrimonio, Joan lavorò per promuovere la carriera di Hollywood di Tone, i cui ruoli erano generalmente quelli del secondo corteggiatore sconfitto nei film della moglie. L'attore non era comunque così interessato ad essere una star del cinema, i suoi rapporti con Mayer erano ostili (Tone aveva simpatie comuniste), e preferiva il teatro. Dopo che Tone cominciò a bere e divenne fisicamente violento, Crawford chiese il divorzio, che fu concesso nel 1939. Crawford e Tone molto più tardi ricostruirono la loro amicizia e Tone le propose nel 1964 di risposarlo. Quando morì nel 1968, Crawford ordinò che venisse cremato e le sue ceneri sparse a Muskoka Lakes, in Canada.
Joan continuò la sua carriera ai vertici della popolarità fino alla metà degli anni Trenta. No More Ladies (1935), cointerpretato con Robert Montgomery e l'allora marito Franchot Tone, fu un successo. Crawford aveva a lungo pregato il capo della MGM, Louis B. Mayer, di affidarle ruoli più drammatici e, sebbene fosse riluttante, il produttore la scelse per il sofisticato dramma comico Io vivo la mia vita (1935), diretto da W. S. Van Dyke. Nel film, ispirato al successo di Accadde una notte, Joan interpreta una viziata ereditiera che importuna un cinico archeologo interpretato Brian Aherne. Il film si rivelò un grande successo, anche se non aggiungeva nulla di nuovo alla produzione di quell'anno, e in più Joan non si rivelò adatta al genere della screwball comedy.
Successivamente recitò in Troppo amata (1936), con Robert Taylor, Lionel Barrymore e Tone, un successo di critica e di botteghino, uno dei maggiori di Crawford del decennio. Amore in corsa (1936), una commedia romantica diretta da W.S. Van Dyke, fu il suo settimo film con Clark Gable. Al momento della sua uscita, venne definito "un sacco di sciocchezze felici" dalla critica, ma fu comunque un successo di pubblico.
Joan rimase una delle principali attrici della MGM e i suoi film incassarono bene, ma la sua popolarità diminuì verso la fine degli anni 1930. Nel 1937 la Crawford fu proclamata la prima "regina dei film" dalla rivista Life. Quello stesso anno però, inaspettatamente, scivolò dal settimo al sedicesimo posto come incassi, e anche la sua popolarità presso il pubblico cominciò a calare. Recitò nella commedia drammatica di Richard Boleslawski La fine della signora Cheyney (1937) al fianco di William Powell nel loro unico film insieme. Il film fu anche l'ultimo successo al botteghino di Joan prima dell'inizio del suo periodo "Box-Office Poison".
Recitò al fianco di Franchot Tone per la settima e ultima volta in La sposa vestiva di rosa (1937). Il film fu generalmente recensito in modo sfavorevole da parte dei critici, uno dei quali lo definì "la solita storia risciacquata" che Joan aveva recitato per anni. Il film perse anche soldi, diventando uno dei più grandi fallimenti dell'anno. Alla regia vi fu l’unica regista femminile di Hollywood, Dorothy Arzner; il film all'origine era molto diverso, era stata inizialmente scelta Luise Rainer che poi abbandonò la parte senza un motivo chiaro, e raccontava la storia di redenzione di una prostituta. Joan voleva interpretare la parte, ma Mayer, per tutelare la sua importante attrice, fece cambiare la trama rendendolo un film standard alla Joan Crawford.
Il film successivo, La donna che voglio, aveva il compito, come dichiarato dal New York Times, di "ripristinare Joan sul trono di regina delle ragazze lavoratrici". Affiancata a Spencer Tracy, i rapporti tra i due non furono i migliori. Tracy recitò senza particolare interesse, ma risultò agli occhi della critica il più convincente e spontaneo. La maggior parte delle altre recensioni furono positive e il film produsse un piccolo profitto. Frank S. Nugent scrisse sul New York Times: “Abbiamo avuto l’impressione che gli sceneggiatori avessero invertito i ruoli e cioè che Mr Tracy fosse il bravo ragazzo lavoratore e Miss Crawford la plutocrate”

### Dopo l'apice. Il "veleno del botteghino" (1938-1945)

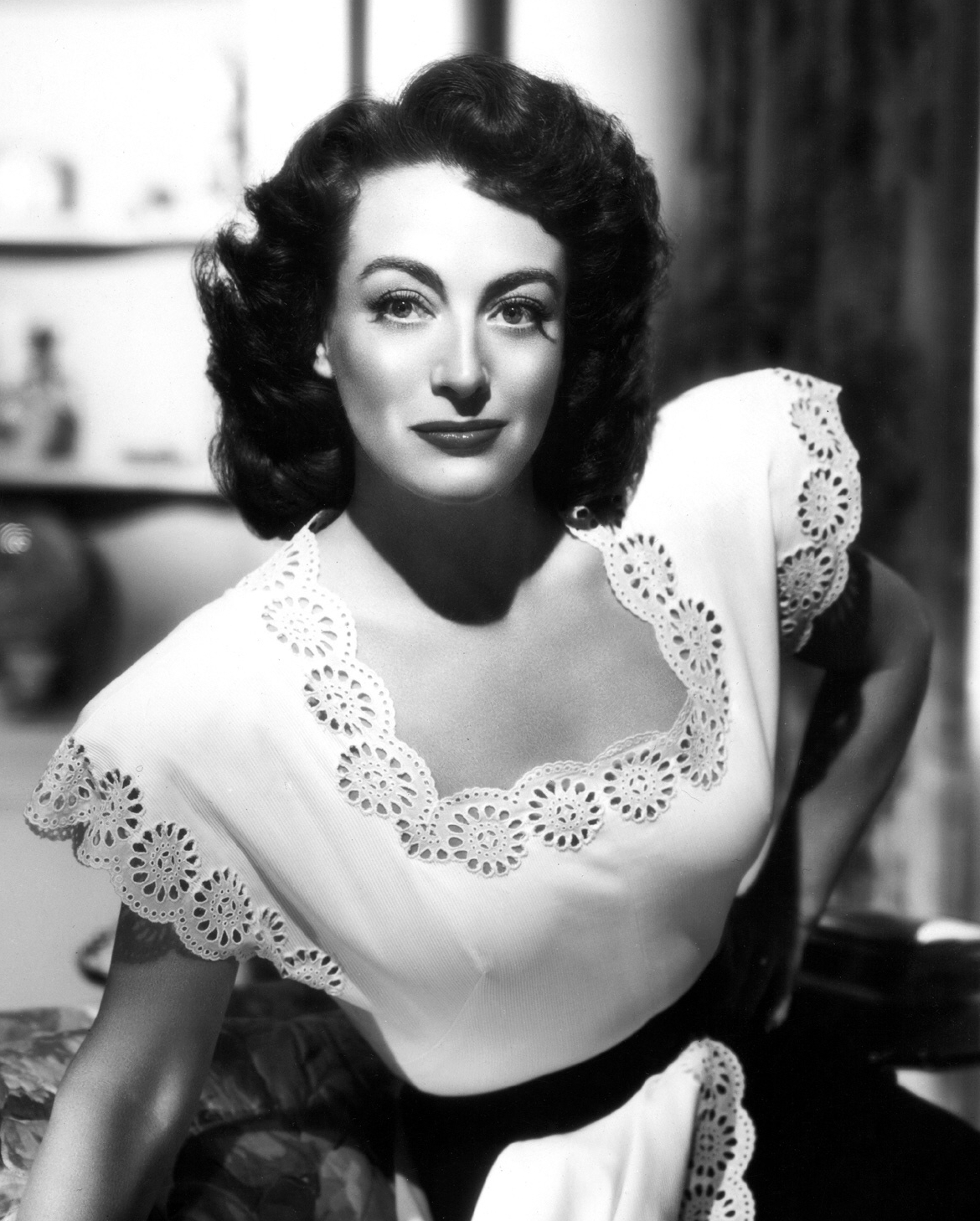
Joan Crawford nel 1946

Il 3 maggio 1938 la Crawford - insieme a Greta Garbo, Norma Shearer, Luise Rainer e John Barrymore, Katharine Hepburn, Fred Astaire, Dolores del Río e altri - fu soprannominata "Box Office Poison", cioè "veleno del botteghino", in una lettera aperta nell'Independent Journal. La lista fu scritta da Harry Brandt, presidente della Independent Theatre Owners Association of America. Brandt sosteneva che mentre queste stelle avevano abilità drammatiche "indiscusse", i loro alti stipendi non si traducevano in alte vendite di biglietti, danneggiando così gli operatori cinematografici.
Il suo film successivo, Ossessione del passato (1938), interpretato da Margaret Sullavan e Melvyn Douglas, e scelto dalla stessa Crawford durante un viaggio a New York alla ricerca di parti interessanti nei teatri di Broadway, fu ben accolto dalla critica, ma fu una delusione al botteghino. Joan fu valutata per interpretare Rossella O’Hara in Via col vento. Selznik pensava di puntare sull'affiatamento tra Gable e Crawford, ma alla fine Joan non fece mai un provino per la parte.
George Cukor, grande amico di Joan, la volle nel 1939 con il ruolo Crystal Allen in Donne; nel film avrebbe affrontato la sua nemesi professionale, Norma Shearer. Fu il primo film con un cast completamente femminile. Mayer, preoccupato che il personaggio ne uscisse completamente sconfitto, impose una riscrittura della scena finale, con una battuta finale d’effetto per Joan. Joan non ebbe le simpatie del pubblico in questo film, ma suscitò le risate per la battuta finale “Tra l'altro ci sarebbe un nome per voi signore, ma non si usa nell'alta società... ma nelle vaccherie” consolò Mayer.
Un anno dopo interpretò un ruolo drammatico in L'isola del diavolo (1940), il suo ottavo e ultimo film con Clark Gable. Il film fu caratterizzato da una disputa fuori dal set tra Gable e Crawford per chi dovesse avere il primo nome sul cartellone. I rapporti tra i due erano diventati molto freddi già dopo il matrimonio di Gable con Carole Lombard, ma anche quando Gable le propose un ruolo in Parnell, Joan si era rifiutata di essere il secondo nome in cartellone. Alla fine la disputa venne risolta da Mayer, Gable ebbe il cartellone e Joan i titoli di testa.
In seguito recitò come ricattatrice sfigurata in Volto di donna (1941), un remake del film svedese Senza volto, interpretato tre anni prima da Ingrid Bergman nel ruolo principale. Mentre il film fu solo un moderato successo al botteghino, la sua recitazione fu apprezzata da molti critici e Joan attribuì il successo della sua interpretazione a George Cukor.
Nel 1942 aveva recitato in Tutti baciarono la sposa, della Columbia, nel ruolo assegnato a Carole Lombard che però morì prematuramente in un incidente aereo. Joan decise di devolvere il suo compenso a varie opere di carità in memoria della Lombard. Ma l’interpretazione risentì dello stato d'animo di Joan, una donna in carriera che tende più alla strega castrante che non alla femminista comica e irruente come avrebbe voluto probabilmente la Lombard.
Seguirono i film ad ambientazione bellica, La grande fiamma (1942) con John Wayne, sull'occupazione nazista a Parigi, e Al di sopra di ogni sospetto (1943) con Fred MacMurray, in cui i due interpretano una coppia coinvolta dal servizio segreto britannico in una missione spionistica in Germania. Il film ebbe problemi con la censura, in quanto veniva mostrata la morte di un agente nazista e il crimine rimaneva “impunito”. La reazione della censura mostrava l'atteggiamento di Hollywood nei confronti della guerra.
Dopo diciotto anni, il contratto con la MGM fu rescisso di comune accordo il 29 giugno 1943. Poiché il contratto prevedeva che Joan Crawford recitasse in un ulteriore film, la MGM pagò 100000 $ come indennizzo. Durante la seconda guerra mondiale fu membro dei servizi volontari delle donne americane.
Joan adottò il suo primo figlio, una bambina, nel 1940. Poiché era nubile, la legge della California le impediva di adottare la bambina, quindi organizzò l'adozione tramite un'agenzia a Las Vegas. La bambina fu temporaneamente chiamata Joan finché Crawford non cambiò il suo nome in Christina. Joan sposò l'attore Phillip Terry il 21 luglio 1942 dopo un corteggiamento di sei mesi. Insieme, la coppia adottò un figlio che chiamarono Christopher, ma la sua madre naturale reclamò il bambino. Christina in Mammina cara raccontò quel poco che ricordava di quel momento, in particolar modo le urla di rabbia di Joan contro la madre naturale del bambino. La coppia adottò successivamente un altro bambino, che chiamarono Phillip Terry, Jr. Dopo che il matrimonio terminò nel 1946, la Crawford cambiò il nome del bambino in Christopher Crawford.

### L'Oscar e il rilancio (1945-1959)
Il 1º luglio 1943 la Crawford firmò con la Warner Brothers per un contratto di tre film e 500000 $. Il suo primo film per lo studio fu Hollywood Canteen (1944), un film all-star a sostegno delle truppe americane, in cui recitò con molte altre stelle del cinema del momento. La Crawford dichiarò che uno dei motivi principali per cui firmò con la Warner Brothers era perché voleva interpretare il personaggio "Mattie" in una versione cinematografica del romanzo di Edith Wharton Ethan Frome (1911). Joan desiderava realizzare il film insieme a Bette Davis, ma la Davis rifiutò categoricamente di fare la parte della vecchia moglie tradita. Il film non venne mai prodotto.

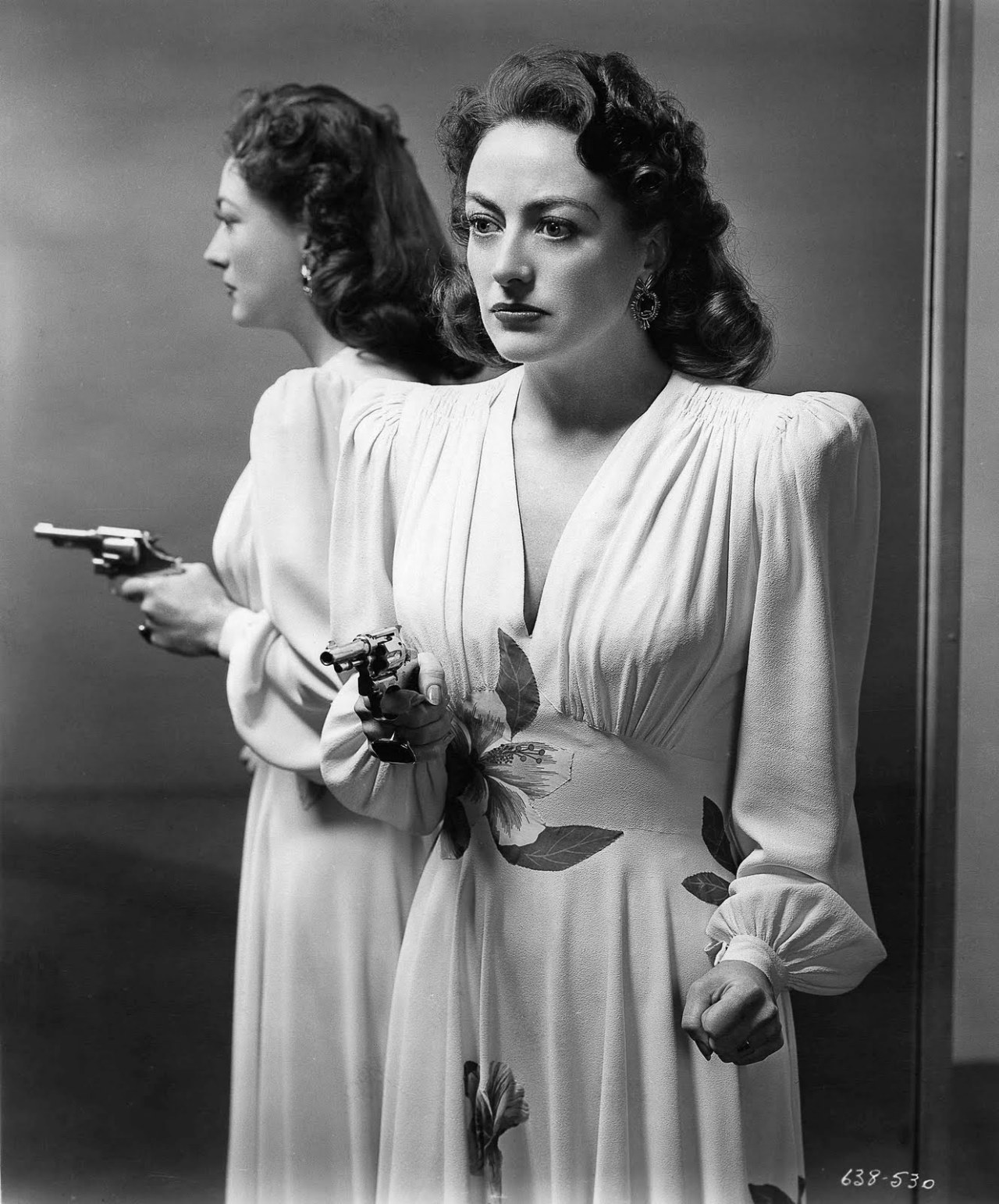
Joan Crawford ne Il romanzo di Mildred (1945)

Joan aveva mostrato interesse per il ruolo principale de Il romanzo di Mildred (1945); Bette Davis fu invece la prima scelta dello studio, ma rifiutò il ruolo. Il regista Michael Curtiz non voleva che la Crawford recitasse la parte e spinse per avere Barbara Stanwyck. La Warner andò contro Curtiz e ingaggiò la Crawford per il film. Durante tutta la produzione del film, Curtiz criticò la Crawford, dicendo a Jack L. Warner: "Viene qui con le sue arie e le sue maledette spalline... perché dovrei sprecare il mio tempo dirigendo il passato?". Curtiz chiese a Crawford di dimostrare la sua idoneità facendo un provino. Lei era d'accordo. Dopo il provino, Curtiz accettò Joan Crawford. Il romanzo di Mildred fu un clamoroso successo critico e commerciale, riassumendo lo stile visivo noir e la sensibilità del dramma femminile caratteristici dei film della Warner della fine degli anni Quaranta. Con questo film Joan vinse il premio Oscar per la migliore attrice in un ruolo principale.
Il successo di Il romanzo di Mildred rianimò la carriera cinematografica di Joan, diventando la preferita di Jack Warner. Joan aveva i copioni migliori a discapito di Bette Davis. Bette iniziò un declino qualitativo dei film fino alla rinascita con Eva contro Eva. Joan per diversi anni recitò in quelli che sono stati definiti "una serie di melodrammi di prim'ordine". Il suo successivo film fu Perdutamente (1946), interpretato con John Garfield, un dramma romantico su una storia d'amore tra un giovane violinista e una donna dell’alta società. Il film fu molto apprezzato dalla critica per la regia e la fotografia. La scena finale è descritta come “impregnata di morte e dignità”
Recitò accanto a Van Heflin in Anime in delirio (1947), per il quale ricevette una seconda candidatura all'Oscar, senza però vincerlo. In L'amante immortale (1947) apparve al fianco di Dana Andrews e Henry Fonda, in Viale Flamingo (1949) il suo personaggio ha una faida mortale con uno sceriffo del sud corrotto interpretato da Sydney Greenstreet. Apparve in un cameo in L'amore non può attendere (1949), prendendo in giro la propria immagine cinematografica. Nel 1950 recitò nel film noir I dannati non piangono e in Sola col suo rimorso.

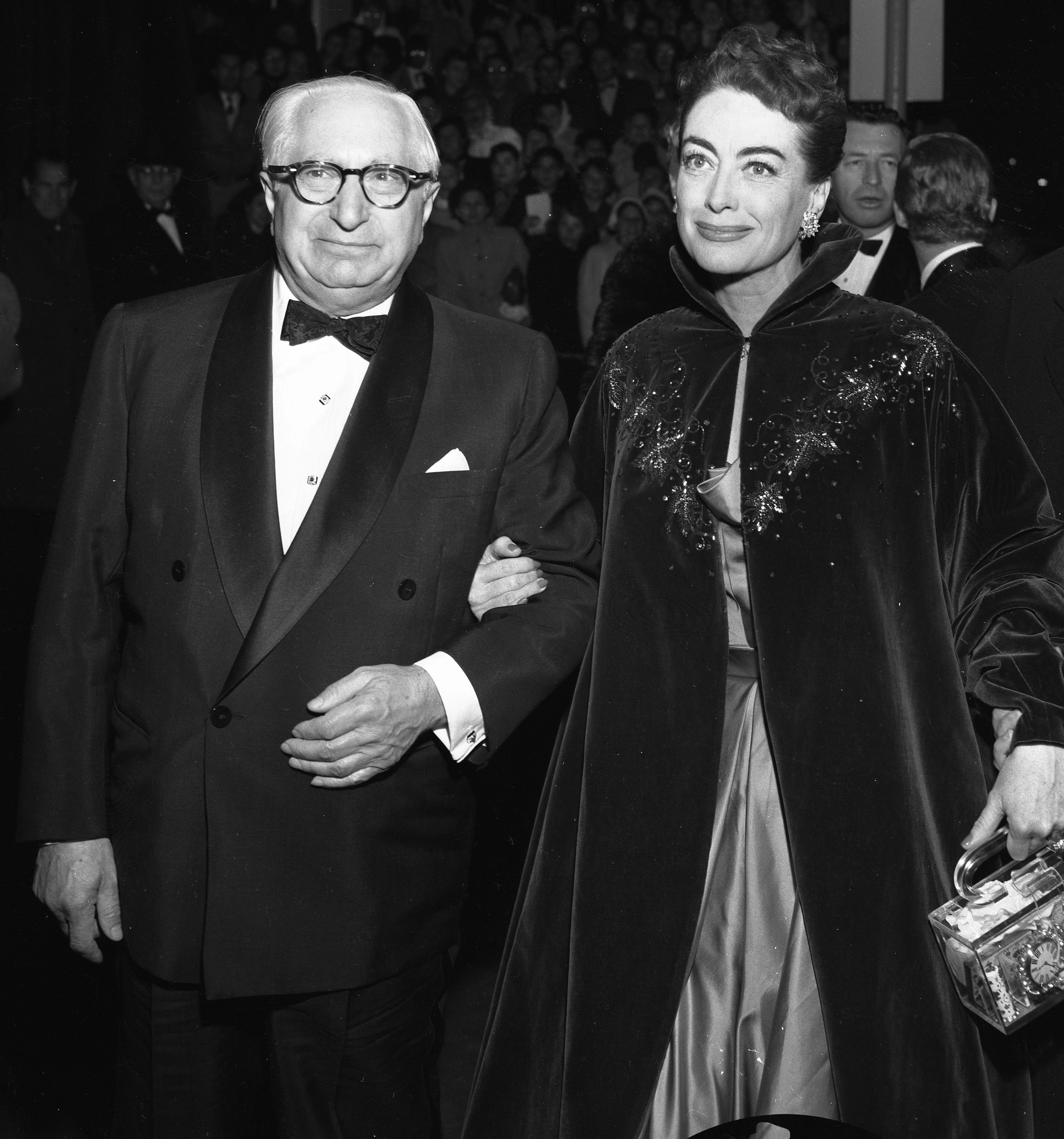
Joan Crawford e Louis B Mayer nel 1953

Dopo il completamento di Perdono (1952), un film che definì il "peggiore", chiese lo scioglimento del suo contratto con la Warner. In quel momento sentiva che la Warner stava perdendo interesse per lei e decise che era ora di cambiare strada. Joan decise di non legarsi con una casa di produzione, iniziando una carriera come attrice freelance. Nello stesso anno ricevette la sua terza e ultima candidatura agli Oscar per So che mi ucciderai della RKO Radio Pictures. La Crawford adottò altri due bambini nel 1947, due ragazze che chiamò Cindy e Cathy, soprannominate “le gemelle”.

### Verso il tramonto (1960-1970)
La Crawford sposò il suo quarto e ultimo marito, Alfred Steele, al Flamingo Hotel di Las Vegas il 10 maggio 1955. La Crawford e Steele si erano incontrati a una festa nel 1950, quando Steele era un dirigente della PepsiCo. Si incontrarono di nuovo a una festa di Capodanno nel 1954. Steele a quel tempo era diventato presidente della PepsiCo. Alfred Steele sarebbe stato in seguito nominato presidente del consiglio di amministrazione e amministratore delegato della società. La Crawford viaggiò molto per conto della Pepsi dopo il matrimonio. Stimò di aver percorso oltre 100 000 miglia per la compagnia.
Quando Steele morì di infarto nell'aprile del 1959, inizialmente la Pepsi comunicò alla Crawford che i suoi servizi non erano più necessari. Dopo aver raccontato la storia a Louella Parsons, la Pepsi cambiò la sua decisione e la Crawford fu nominata per occupare il posto vacante nel consiglio di amministrazione. Joan Crawford divenne il volto pubblicitario e pubblico dell’azienda.
Ricevette il sesto "Pally Award" annuale, dalla forma di una bottiglia di bronzo Pepsi, un premio che veniva assegnato al dipendente che aveva dato il contributo più significativo alle vendite dell'azienda. Nel 1973 la Crawford fu costretta a ritirarsi dalla compagnia per volere del direttore generale Don Kendall. Anche se la Crawford si ritirò dalla Pepsi, continuò a ricevere uno stipendio simbolico.
Dopo la sua candidatura all'Oscar nel 1952 per So che mi ucciderai, la Crawford continuò a lavorare costantemente per il resto del decennio. Dopo dieci anni tornò con la MGM per recitare in La maschera e il cuore (1953), un dramma musicale incentrato sulla vita impegnativa di una stella del palcoscenico che si innamora di un pianista cieco, interpretato da Michael Wilding. I rapporti con il coprotagonista non furono molto cordiali e la Crawford non apprezzava l’humour inglese di Wilding. Anche se il film fu molto pubblicizzato come il grande ritorno di Joan Crawford, si rivelò un fallimento critico e finanziario.
Nel 1954 recitò nel film western Johnny Guitar, con Sterling Hayden e Mercedes McCambridge; i diritti del romanzo furono comprati dalla stessa Crawford, il film fu finanziato dalla Republic Pictures specializzata in film western. Il film fu un discreto successo negli Stati Uniti, ma in Europa e in particolare modo in Francia divenne uno dei film prediletti della Nuovelle Vague per l’estetica del regista Nicholas Ray, citato anche da Truffaut.
Recitò anche in Delitto sulla spiaggia (1955) con Jeff Chandler e in L'ape regina (1955) al fianco di John Ireland. L'ape regina, un melodramma ambientato nel sud, riscosse un discreto successo. Christina Crawford scrisse nel suo libro che in questo film sua madre recitò sé stessa, una donna subdola e manipolatrice.

L'anno seguente recitò al fianco di un giovane Cliff Robertson in Foglie d'autunno (1956), un film che mostra un amore tra una donna matura e un giovane uomo. Interpretò un ruolo da protagonista in La storia di Esther Costello (1957), con protagonista Rossano Brazzi. Joan, che era rimasta quasi senza un soldo dopo la morte di Alfred Steele accettò un piccolo ruolo in Donne in cerca d'amore (1959). Sebbene non fosse la protagonista del film, ricevette recensioni positive. In seguito la Crawford lo avrebbe definito uno dei suoi ruoli preferiti. Tuttavia, all'inizio degli anni sessanta, le offerte di lavoro erano notevolmente diminuite.

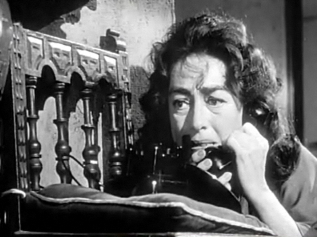
Joan Crawford nel film Che fine ha fatto Baby Jane? (1962), il suo ultimo successo di pubblico

La Crawford recitò nei panni di Blanche Hudson, una vecchia star del cinema costretta su una sedia a rotelle, che vive nella paura della sorella psicotica Jane, nel thriller psicologico di grande successo Che fine ha fatto Baby Jane? (1962). Nonostante gli screzi pregressi tra le due attrici, fu la Crawford a suggerire Bette Davis per il ruolo di Jane. Le due stelle sostenevano pubblicamente che non c'era nessuna rivalità tra loro. Il regista, Robert Aldrich, spiegò che Davis e Crawford erano consapevoli dell'importanza del film per le rispettive carriere e commentò: "È giusto dire che si sono davvero detestate a vicenda, ma si sono comportate in modo assolutamente perfetto".
Una volta terminate le riprese, le reciproche critiche che si rivolsero pubblicamente generarono una rivalità che durò per tutta la vita. Il film riscosse un enorme successo, coprendo i costi in undici giorni dalla sua uscita nazionale e ripristinando temporaneamente la carriera di Joan. Davis fu candidatura per un premio Oscar per la sua interpretazione di Jane Hudson. La Crawford contattò segretamente tutti gli altri candidati all'Oscar nella categoria (Katharine Hepburn, Lee Remick, Geraldine Page e Anne Bancroft, tutte attrici che vivevano sulla costa est), per far sapere loro che se non potevano partecipare alla cerimonia, lei sarebbe stata felice di accettare l'Oscar per loro conto; tutti furono d'accordo. Sia Davis che Crawford erano presenti quando Anne Bancroft fu annunciata come vincitrice, e la Crawford accettò il premio per suo conto. Davis sostenne per il resto della vita che la Crawford aveva fatto campagna contro di lei, un'accusa che Joan negò sempre.
Nello stesso anno Crawford interpretò Lucy Harbin nel film d'orrore di William Castle 5 corpi senza testa (1964). Robert Aldrich ingaggiò la Crawford e la Davis in Piano... piano, dolce Carlotta (1964). Dopo una presunta serie di molestie ad opera della Davis in Louisiana, la Crawford tornò a Hollywood ed entrò in un ospedale. Dopo una prolungata assenza, durante la quale la Crawford fu accusata di fingere di essere malata, Aldrich fu costretto a sostituirla con Olivia de Havilland. La Crawford affermò di essere stata devastata dalla notizia, dicendo: "Ho sentito la notizia della mia sostituzione alla radio, sdraiata nel mio letto d'ospedale... ho pianto per nove ore". Crawford nutrì rancori contro Davis e Aldrich per il resto della sua vita, dicendo di Aldrich: "È un uomo che ama le cose cattive, orrende e vili", al che Aldrich rispose: "Se la scarpa è della giusta misura, indossala, e io sono molto affezionato a Miss Crawford." Nonostante la sostituzione, un breve filmato di Joan Crawford appare nel film, quando è vista seduta in un taxi in un campo largo.
Nel 1965 interpretò Amy Nelson in Gli occhi degli altri (1965), altro film di William Castle. Fu la protagonista Monica Rivers nel film dell'orrore di Herman Cohen, Il cerchio di sangue (1967). Dopo l'uscita del film, apparve come sé stessa nello sceneggiato The Lucy Show. L'episodio, "Lucy and the Lost Star", fu trasmesso per la prima volta il 26 febbraio 1968. Crawford fu in difficoltà durante le prove, e beveva molto, tanto che la protagonista della serie Lucille Ball suggerì di sostituirla con Gloria Swanson. Tuttavia, la Crawford recitò perfettamente la parte il giorno dello spettacolo, si esibì nel charleston, e ricevette due applausi a scena aperta dal pubblico dello studio. Nell'ottobre del 1968 la figlia di Crawford, Christina, che allora recitava a New York nella soap opera della CBS The Secret Storm, aveva bisogno di cure mediche immediate per un tumore alle ovaie. Nonostante il personaggio di Christina avesse 28 anni e la Crawford avesse sessant'anni, Joan si offrì di interpretare il ruolo di Christina fino a quando non si fosse ristabilita, e il produttore Gloria Monty accettò prontamente. Sebbene la Crawford avesse fatto delle prove eccellenti, durante la registrazione, come raccontò Christina, era “ubriaca fradicia”.

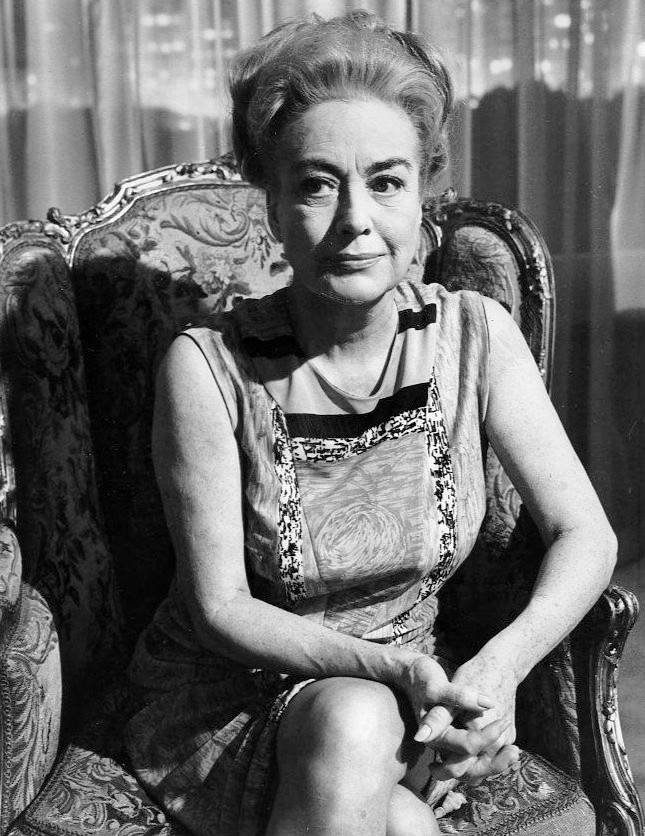
Joan Crawford nel 1969

Apparve nel film televisivo del 1969 Night Gallery (che servì da pilota per la serie che seguì), uno dei primi lavori di regia per Steven Spielberg. Apparve in un cameo nel primo episodio di The Tim Conway Show, in onda il 30 gennaio 1970. Recitò sul grande schermo un'ultima volta, interpretando il Dr. Brockton nel film horror di fantascienza di Freddie Francis Il terrore di Londra (1970), ponendo fine a una carriera che durava da 45 anni e più di ottanta film. La Crawford fece altre tre apparizioni televisive, come Stephanie White in un episodio del 1970 ("The Nightmare") di The Virginian e come Joan Fairchild (la sua ultima prova) in un episodio del 1972 ("Cara Joan: stiamo per spaventarti a morte") di The Sixth Sense.

### Gli ultimi anni e la morte (1970-1977)
Nel 1970 la Crawford presentò il Cecil B. DeMille Award con John Wayne ai Golden Globes, trasmesso dall'Ambassador Hotel di Los Angeles. Tenne un discorso allo Stephens College, dove era stata studentessa per due mesi nel 1922.
Nel 1962 Joan Crawford pubblicò la sua autobiografia, A Portrait of Joan, scritta con Jane Kesner Ardmore per la casa editrice Doubleday. Il successivo libro di Crawford, My Way of Life, fu pubblicato nel 1971 da Simon & Schuster. Quelli che si aspettavano un eccitante racconto furono delusi, anche se la meticolosità di Joan Crawford si rivelò nei consigli sulla toeletta, sul guardaroba, sull'esercizio fisico e persino sulla conservazione di cibo. L’uscita della serie televisiva Feud e il suo relativo successo portarono alla ristampa dei libri dell’attrice, mettendoli per la prima volta a disposizione in formato digitale per ebook.
Nel settembre del 1973 Crawford si trasferì dall'appartamento 22-G in un appartamento più piccolo accanto (22-H) nel condominio Imperial House, 150 East 69th Street a New York. La sua ultima apparizione pubblica fu il 23 settembre 1974, durante una festa in onore della sua vecchia amica Rosalind Russell alla Rainbow Room di New York. La Russell soffriva a quel tempo di cancro al seno e artrite. Quando la Crawford vide le foto poco lusinghiere che apparvero sui giornali il giorno dopo, disse: "Se è così che mi vedono, allora non mi vedranno più". La Crawford cancellò tutte le apparizioni pubbliche, iniziò a declinare le interviste e uscì dal suo appartamento sempre meno.
Le problematiche legate all'odontoiatria, compresi alcuni interventi che le avevano reso necessarie cure infermieristiche 24 ore su 24, la afflissero dal 1972 fino alla metà del 1975. Durante questo periodo divenne dipendente dagli antibiotici e tale circostanza, aggiungendosi al problema dell'alcolismo, nell'ottobre del 1974 le causò uno svenimento, in cui scivolando colpì la faccia. L'incidente la spaventò abbastanza da farla smettere di bere, ma insisteva che la sua decisione fosse dovuta al suo ritorno al cristianesimo scientista. L'incidente è riportato in una serie di lettere inviate alla sua compagnia di assicurazioni detenute negli archivi al 3º piano della New York Public Library for the Performing Arts; è stato anche documentato da Carl Johnnes nella sua biografia sull'attrice, Joan Crawford: The Last Years.
Quando si trattava di politica personale, la Crawford si era schierata come democratica e sosteneva e ammirava molto le amministrazioni di John F. Kennedy e Franklin D. Roosevelt. Nella vita privata Joan Crawford non parlava di politica, non esponeva in maniera aperta opinioni sulla guerra e i diritti civili. Christina Crawford in Mammina cara raccontò che era molto difficile parlare di politica con la madre e, per molto tempo, non seppe se fosse democratica o repubblicana.

## Dopo la morte
L'8 maggio 1977 Crawford regalò la sua amata cagnetta Princess Lotus Blossom, di razza Shih Tzu, essendo troppo debole per prendersi cura di lei. La Crawford morì due giorni dopo nel suo appartamento di New York per un infarto. Il funerale si tenne alla Campbell Funeral Home di New York, il 13 maggio 1977. Nel suo testamento, firmato il 28 ottobre 1976, la Crawford lasciò in eredità alle due figlie più piccole, Cindy e Cathy, 77 500 dollari ciascuna e 2000000 $ di proprietà. Diseredò invece esplicitamente i due primogeniti, Christina e Christopher: "È mia intenzione non fare alcuna disposizione per mio figlio, Christopher, o mia figlia, Christina Crawford, per ragioni che sono ben note a loro". Ella non lasciò in eredità nulla a sua nipote, Joan Lowe (1933-1999, all'anagrafe Joan Crawford LeSueur, l'unica figlia del fratello Hal). La Crawford lasciò denaro alle sue associazioni di beneficenza preferite: l'USO di New York, la Motion Picture Home, l'American Cancer Society, la Muscular Dystrophy Association, l'American Heart Association e la Wiltwyck School for Boys.
Il 16 maggio 1977, presso la chiesa unitaria di All Souls in Lexington Avenue a New York, si tenne una cerimonia commemorativa alla quale partecipò, tra gli altri, la sua vecchia amica di Hollywood Myrna Loy. Un'altra cerimonia commemorativa, organizzata da George Cukor, si tenne il 24 giugno nel Samuel Goldwyn Theatre, presso l'Academy of Motion Picture Arts and Sciences a Beverly Hills. La Crawford fu cremata e le sue ceneri furono collocate in una cripta con il suo quarto e ultimo marito, Alfred Steele, nel cimitero Ferncliff di Hartsdale.
Le impronte delle mani e dei piedi di Joan Crawford sono immortalate nel piazzale del Grauman's Chinese Theatre su Hollywood Boulevard a Hollywood. Ha una stella sulla Hollywood Walk of Fame al 1752 Vine Street per i suoi contributi all'industria cinematografica. Playboy ha elencato Joan Crawford come #84 delle "100 donne più sexy del XX secolo". La Crawford è stata anche votata come decima maggior protagonista femminile del cinema americano classico dall'American Film Institute.

## Filmografia

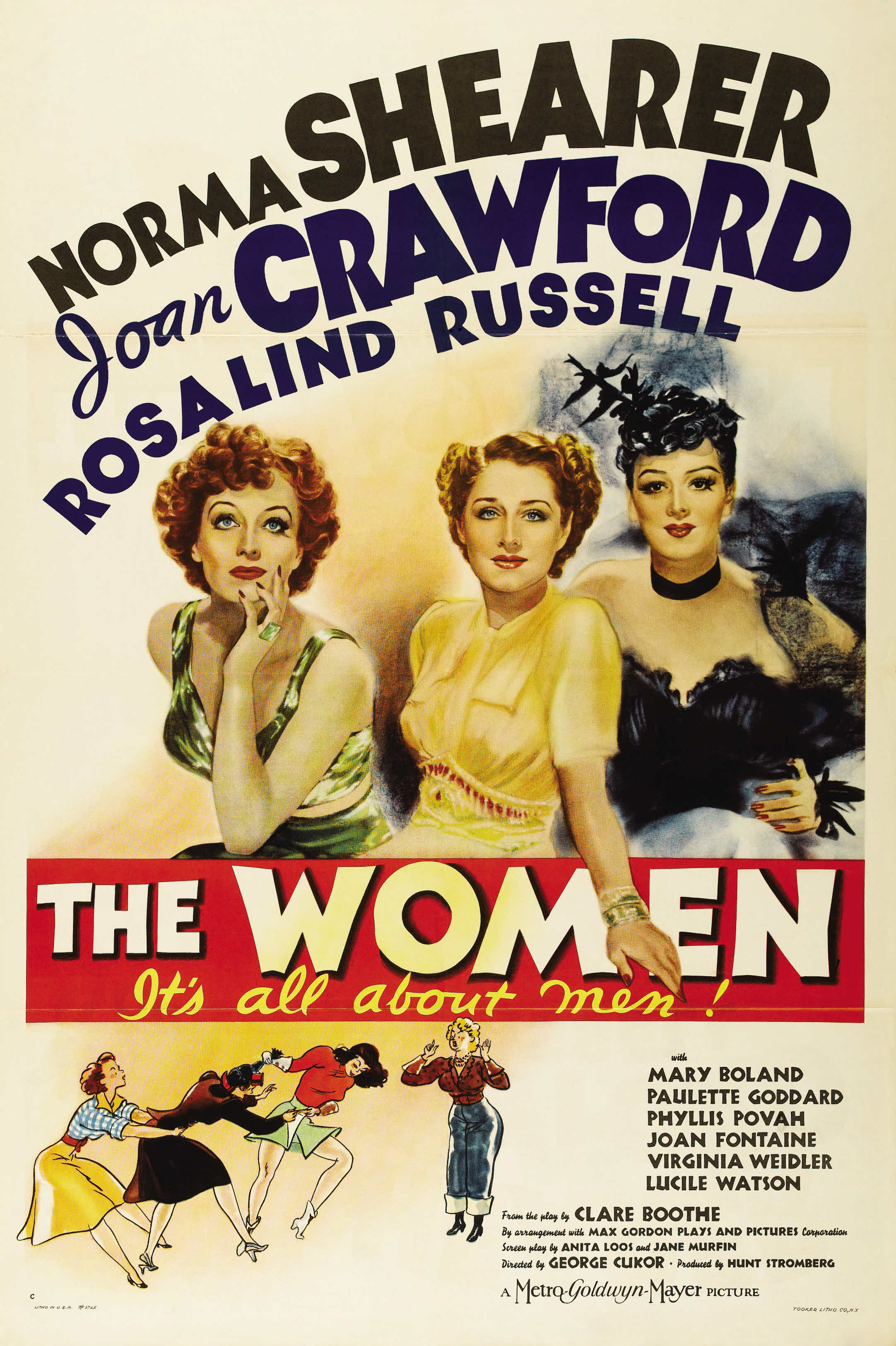
Manifesto per Donne (1939), di George Cukor

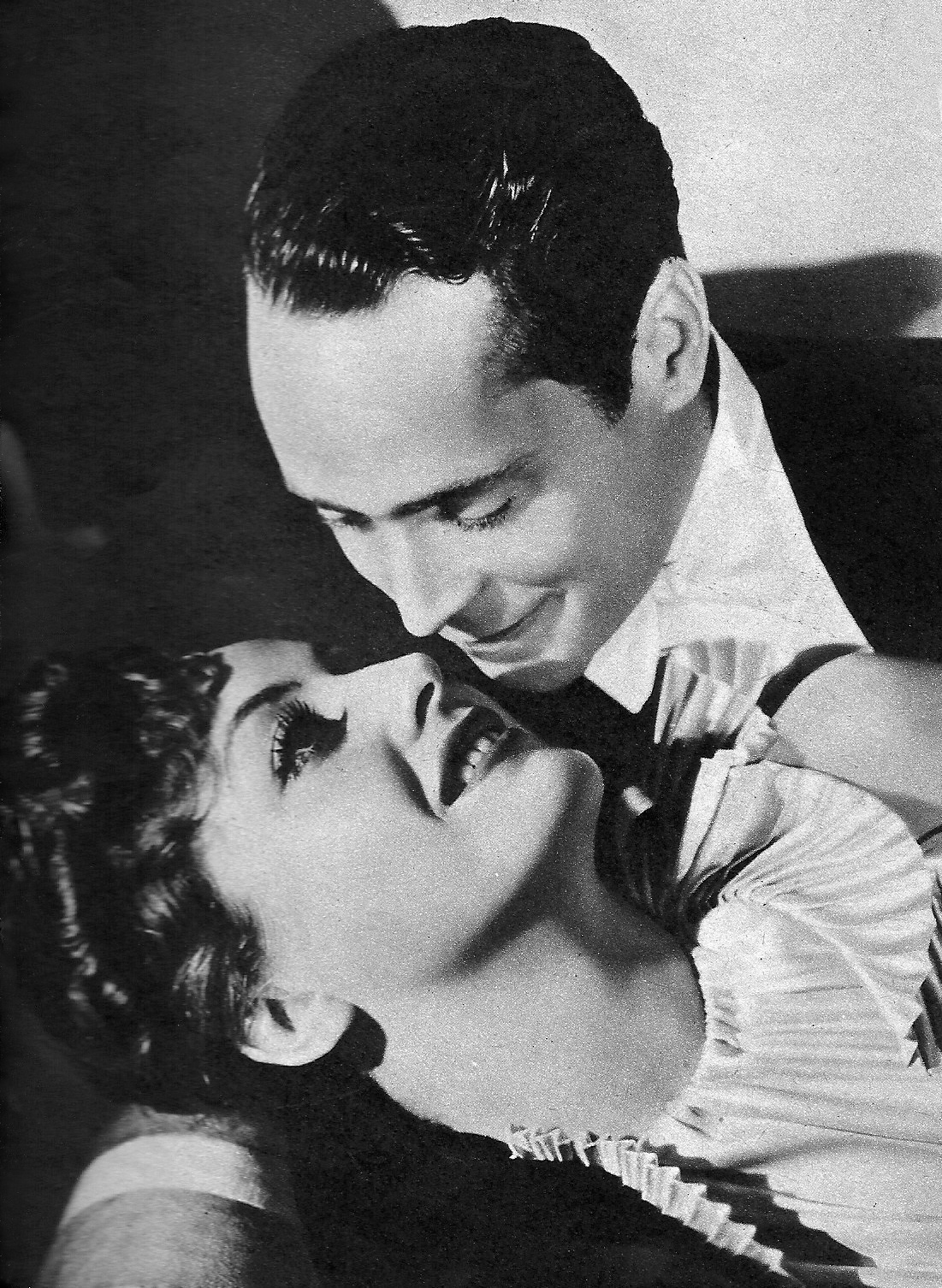
Joan Crawford con Franchot Tone nel film La danza di Venere

### Cinema
- Fior d'assalto (Lady of the Night), regia di Monta Bell (1925) (controfigura di Norma Shearer)
- Orgoglio (Proud Flesh), regia di King Vidor (1925)
- La mosca nera (Pretty Ladies), regia di Monta Bell (1925) (con il nome di Lucille Le Sueur)
- Schiava della moda (A Slave of Fashion), regia di Hobart Henley (1925) (non accreditata) - film perduto
- La vedova allegra (The Merry Widow), regia di Erich von Stroheim (1925) (non accreditata)
- The Circle, regia di Frank Borzage (1925)
- Old Clothes, regia di Edward F. Cline (1925)
- The Only Thing, regia di Jack Conway (1925) (non accreditata)
- Le tre grazie (Sally, Irene and Mary), regia di Edmund Goulding (1925)
- Ben Hur (Ben Hur: A Tale of the Christ), regia di Fred Niblo (1925) (non accreditata)
- Di corsa dietro un cuore (Tramp, Tramp, Tramp), regia di Harry Edwards (1926)
- The Boob, regia di William A. Wellman (1926)
- Paris, regia di Edmund Goulding (1926)
- Winners of the Wilderness, regia di W. S. Van Dyke (1927)
- La ballerina del taxi (The Taxi Dancer), regia di Harry F. Millarde (1927)
- The Understanding Heart, regia di Jack Conway (1927)
- Lo sconosciuto (The Unknown), regia di Tod Browning (1927)
- Twelve Miles Out, regia di Jack Conway (1927)
- Spring Fever, regia di Edward Sedgwick (1927)
- L'allievo di West Point (West Point), regia di Edward Sedgwick (1927)
- Il bandito solitario (The Law of the Range), regia di William Nigh (1928)
- Rose-Marie, regia di Lucien Hubbard (1928) - film perduto
- Amore e mare (Across to Singapore), regia di William Nigh (1928)
- Quattro mura (Four Walls), regia di William Nigh (1928) - film perduto
- Le nostre sorelle di danza (Our Dancing Daughters), regia di Harry Beaumont (1928)
- Adriana Lecouvreur (Dream of Love), regia di Fred Niblo (1928) - film perduto
- The Duke Steps Out, regia di James Cruze (1929) - film perduto
- Ragazze americane (Our Modern Maidens), regia di Jack Conway (1929)
- L'indomabile (Untamed), regia di Jack Conway (1929)
- Hollywood che canta (The Hollywood Revue of 1929), regia di Charles Reisner (1929)
- Great Day, regia di Harry Beaumont e Harry A. Pollard (1930) - film incompiuto
- Un marito fuori posto (Montana Moon), regia di Malcolm St. Clair (1930)
- Ragazze che sognano (Our Blushing Brides) (1930)
- Debito d'odio (Paid), regia di Sam Wood (1930)
- La via del male (Dance, Fools, Dance), regia di Harry Beaumont (1931)
- Laughing Sinners, regia di Harry Beaumont (1931)
- This Modern Age, regia di Nick Grinde (1931)
- L'amante (Possessed), regia di Clarence Brown (1931)
- I gioielli rubati (The Stolen Jools, The Slippery Pearls), regia di William C. McGann (1931) - cortometraggio
- Grand Hotel, regia di Edmund Goulding (1932)
- Ritorno (Letty Lynton), regia di Clarence Brown (1932)
- Pioggia (Rain), regia di Lewis Milestone (1932)
- Rivalità eroica (Today We Live), regia di Howard Hawks e Richard Rosson (1932)
- La danza di Venere (Dancing Lady), regia di Robert Z. Leonard (1933)
- Sadie McKee, regia di Clarence Brown (1934)
- Incatenata (Chained), regia di Clarence Brown (1934)
- La donna è mobile (Forsaking All Others), regia di W.S. van Dyke (1934)
- Non più signore (No More Ladies), regia di Edward H. Griffith (1935)
- Io vivo la mia vita (I Live My Life), regia di W.S. Van Dyke (1935)
- Troppo amata (The Gorgeous Hussy), regia di Clarence Brown (1936)
- Amore in corsa (Love on the Run), regia di W.S. Van Dyke (1936)
- La fine della signora Cheyney (The Last of Mrs. Cheyney), regia di Richard Boleslawski (1937)
- La sposa vestiva di rosa (The Bride Wore Red), regia di Dorothy Arzner (1937)
- La donna che voglio (Mannequin), regia di Frank Borzage (1937)
- Ossessione del passato (The Shining Hour), regia di Frank Borzage (1938)
- Follie sul ghiaccio (The Ice Follies of 1939), regia di Reinhold Schünzel (1939)
- Donne (The Women), regia di George Cukor 1939)
- L'isola del diavolo (Strange Cargo), regia di Frank Borzage (1940)
- Peccatrici folli (Susan and God), regia di George Cukor (1940)
- Volto di donna (A Woman's Face), regia di George Cukor (1941)
- Quando le signore si incontrano (When Ladyes Meet), regia di Robert Z. Leonard (1941)
- Tutti baciarono la sposa (They All Kissed the Bride), regia di Alexander Hall (1942)
- La grande fiamma (Reunion in France), regia di Jules Dassin (1942)
- Al di sopra di ogni sospetto (Above Suspicion), regia di Richard Thorpe (1943)
- Ho baciato una stella (Hollywood Canteen), regia di Delmer Daves (1944)
- Il romanzo di Mildred (Mildred Pierce), regia di Michael Curtiz (1945)
- Perdutamente (Humoresque), regia di Jean Negulesco (1946)
- Anime in delirio (Possessed), regia di Curtis Bernhardt (1947)
- L'amante immortale (Daisy Kenyon), regia di Otto Preminger (1947)
- Viale Flamingo (Flamingo Road), regia di Michael Curtiz (1949)
- I dannati non piangono (The Damned Don't Cry), regia di Vincent Sherman (1950)
- Sola col suo rimorso (Harriet Craig), regia di Vincent Sherman (1950)
- Festa di laurea (Goodbye, My Fancy), regia di Vincent Sherman (1951)
- Perdono (This Woman Is Dangerous), regia di Felix E. Feist (1952)
- So che mi ucciderai (Sudden Fear), regia di David Miller (1952)
- La maschera e il cuore (Torch Song), regia di Charles Walters (1953)
- Johnny Guitar, regia di Nicholas Ray (1954)
- Delitto sulla spiaggia (Female on the Beach), regia di Joseph Pevney (1955)
- L'ape regina (Queen Bee), regia di Ranald MacDougall (1955)
- Foglie d'autunno (Autumn Leaves), regia di Robert Aldrich (1956)
- La storia di Esther Costello (The Story of Esther Costello), regia di David Miller (1957)
- Donne in cerca d'amore (The Best of Everything), regia di Jean Negulesco (1959)
- Che fine ha fatto Baby Jane? (What Ever Happened to Babe Jane?), regia di Robert Aldrich (1962)
- Donne inquiete (The Caretakers), regia di Hall Bartlett (1963)
- 5 corpi senza testa (Strait-Jacket), regia di William Castle (1964)
- Gli occhi degli altri (I Saw What You Did), regia di William Castle (1965)
- Tramonto di un idolo (The Oscar), regia di Russell Rouse (1966)
- Il cerchio di sangue (Berserk), regia di Jim O'Connolly (1967)
- Gli assassini del karate (The Karate Killers), regia di Barry Shear (1967)
- Il terrore di Londra (Trog), regia di Freddie Francis (1970)

### Televisione
- General Electric Theater – serie TV, 3 episodi (1954-1959)
- Della, regia di Robert Gist – film TV (1964)
- Mistero in galleria (Night Gallery) – serie TV, episodio pilota Night Gallery, regia di Steven Spielberg (1969)
- Il virginiano (The Virginian) – serie TV, episodio 8x16 (1970)
- Sesto senso (The Sixth Sense) – serie TV, episodio 2x02 (1972)

### Film e documentari su Joan Crawford
- Hollywood: Style Center of the World, regia di Oliver Garver - filmati di repertorio (1940)
- Le dee dell'amore (The Love Goddesses) documentario, regia di Saul J. Turell - filmati di repertorio (1965)
- Mammina cara (Mommie Dearest), regia di Frank Perry (1981), interpretata da Faye Dunaway - film basato sul controverso libro di memorie scritto dalla figlia Christina
- The Casting Couch, regia di John Sealey - video con filmati di repertorio (1995)
- Feud - Bette & Joan, regia di Ryan Murphy (2017), interpretata da Jessica Lange - miniserie TV incentrata sulla sua storica rivalità con Bette Davis durante la lavorazione del film Che fine ha fatto Baby Jane?

## Riconoscimenti
- Premio Oscar
  - 1946 – Miglior attrice per Il romanzo di Mildred
  - 1948 – Candidatura alla miglior attrice per Anime in delirio
  - 1953 – Candidatura alla miglior attrice per So che mi ucciderai
- Golden Globe
  - 1953 – Candidatura alla miglior attrice in un film drammatico per So che mi ucciderai
  - 1955 – Premio Cecil B. DeMille
  - 1970 – Premio Cecil B. DeMille alla carriera
- Premio BAFTA
  - 1963 – Candidatura alla miglior attrice straniera per Che fine ha fatto Baby Jane?
- New York Film Critics Circle Awards
  - 1946 – Candidatura alla miglior attrice per Il romanzo di Mildred
- National Board of Review
  - 1945 – Miglior attrice per Il romanzo di Mildred
- WAMPAS Baby Stars 1926

## Omaggi e citazioni
- Alcune foto dell'attrice sono state utilizzate nell'artwork dell'album dei The Rolling Stones Exile on Main St. (1972)
- Il suo volto ha ispirato quello della strega Grimilde del film Disney Biancaneve e i sette nani[3] e Crudelia De Mon nel film La carica dei cento e uno.
- I Blue Öyster Cult le hanno dedicato la canzone Joan Crawford.
- La band statunitense Sonic Youth ha intitolato una canzone Mildred Pierce (contenuta nell'album Goo del 1990), come il celebre film della Crawford; nel videoclip si vede anche la sua stella e le sue impronte sull'Hollywood Walk of Fame e una modella truccata come la diva americana.
- La prima stagione della serie televisiva americana Feud racconta la storia della leggendaria rivalità tra Bette Davis e Joan Crawford sul set del film Che fine ha fatto Baby Jane?.

## Doppiatrici italiane
Nelle versioni in italiano delle opere in cui ha recitato, Joan Crawford è stata doppiata da:
- Tina Lattanzi in La danza di Venere, Ossessione del passato, Donne, L'isola del diavolo, Peccatrici folli, Quando le signore si incontrano, Tutti baciarono la sposa, Al di sopra di ogni sospetto, Ho baciato una stella, Il romanzo di Mildred, Perdutamente, Anime in delirio, Viale Flamingo, I dannati non piangono, Sola col suo rimorso, Perdono, La maschera e il cuore, Delitto sulla spiaggia
- Lydia Simoneschi in So che mi ucciderai, Johnny Guitar, Ape regina, Foglie d'autunno, La storia di Esther Costello, Donne in cerca d'amore, Che fine ha fatto Baby Jane?, Donne inquiete, 5 corpi senza testa, Gli occhi degli altri, Il cerchio di sangue
- Rosina Galli in La via del male[4], L'amante[5], Ritorno, Incatenata[6], Volto di donna
- Vittoria Febbi in La donna è mobile (ridoppiaggio)[7][8], L'isola del diavolo (ridoppiaggio)
- Anna Magnani in Pioggia
- Nella Maria Bonora in La grande fiamma
- Gemma Griarotti in Grand Hotel (ridoppiaggio)
- Adriana De Roberto ne Il terrore di Londra
- Elettra Bisetti in Rivalità eroica (ridoppiaggio)[9]
- Claudia Giannotti in La donna che voglio (ridoppiaggio)[10]
- Fabrizia Castagnoli in Anime in delirio (ridoppiaggio)
- Daniela Gatti in L'amante immortale (ridoppiaggio)[11]
- Anna Teresa Eugeni in Festa di laurea (doppiaggio tardivo)